# 台灣電子競技聯盟
台灣電競股份有限公司（簡稱TeSL），成立於2008年1月，是台灣早期推動電子競技職業化與大眾化的重要先驅。
公司成立初期，主要籌辦職業電競聯賽並將賽事搬上電視播放，為台灣電競產業奠定基礎。2016年9月起，由徐培菁接任董事長，同時 TeSL 轉型為電競產業鏈的建構者，除了原有賽事舉辦外，更著重於產業生態的發展與人才培育。
TeSL 曾主辦多項知名賽事，包括《SF Online》、《跑跑卡丁車》等遊戲的職業聯賽，以及自2018年起具指標性的「LSC《英雄聯盟》校園聯賽」，為台灣校園電競的發展與職業選手的培養貢獻卓著。
儘管「LSC《英雄聯盟》校園聯賽」已於2023年9月結束，且公司目前稅籍狀態顯示為「停業」，但 TeSL 在台灣電競發展歷史上的開創性地位與深遠影響是不可抹滅的。

## 發展歷史

### 電競元年（2008）
- 2008年1月：三立電視、金星製作、華義國際、遊戲橘子、戲谷共同集資成立台灣電競股份有限公司。
- 2008年1月29日：台灣電競聯盟舉辦成立大會，並宣佈三支電競隊伍成立（華義Spider、橘子熊、電競狼）
- 2008年7月25日：台灣電競聯盟正式開打，電競元年首戰由橘子熊對上電競狼，由橘子熊獲得聯盟史上第一勝。第二場華義Spider以SF與跑跑雙戰皆勝之姿擊敗電競狼。
- 2008年10月26日：台灣電競聯盟總冠軍賽由華義Spider與橘子熊對打，最後華義Spider取得電競元年總冠軍。
- 2008年12月：台灣電競聯盟籌劃將比賽搬上電視轉播，讓職業電競聯賽更有職業感。

### 電競二年（2009）
- 2009年2月：台灣電競聯盟隊伍擴編為4隊，解散原來電競聯盟直屬的電競狼，加入了7-ELEVEN鋼鐵人、戲谷光速。
- 2009年4月17日：職業電競正式在衛視體育台轉播。
- 2009年6月24日：電競二年台灣電競聯盟邀請韓國SF電競隊hite SPARKEZ以及三位韓國跑跑卡丁車選手，進行2009台韓職業電競明星邀請賽。也是台灣電競聯盟第一次舉辦國際邀請賽，電視轉播則於7月底播出。
- 2009年11月7－8日：台灣華義國際在台灣大學綜合體育館主辦SF世界盃，由華義Spider衛冕冠軍，台灣電競賽事在緯來體育台第一次進行實況轉播。
- 2009年12月：電競二年第五支電競隊曜越太陽神成軍。

### 電競三年（2010－2011）
- 2010年2月：因戲谷停止贊助，戲谷光速改由台灣電競聯盟直營並更名為桃園噴射機。
- 2010年3月：台灣電競聯盟開辦甲組電競聯賽，第一年以SF、跑跑、魔獸世界以及CSO為甲組比賽項目。並開放所有業餘電競隊伍與選手角逐甲組冠軍。
- 2010年3月13日：台灣電競聯盟五支SF隊伍與韓國e-Sport協會（KeSPA）的八支SF隊伍，進行2010台韓職業電競國際聯賽。
- 2010年4月6日：電競三年的電競比賽由緯來育樂台播出。
- 2010年7月24－25日：台灣電競聯盟於台北大學民生校區主辦Taiwan Open台灣電子競技公開賽，以SF校際盃、TeSL甲組電競聯賽上半季冠軍賽、TeSL職業電競聯賽電競二年上半季冠軍賽為比賽項目，其中TeSL職業電競聯賽上半季冠軍賽由華義Spider以4-1擊敗橘子熊，因人員疏忽在SF中多取得一分後獲勝，也創下「非半季排名第一」卻拿下半季冠軍的首例。而當場比賽轉播時間約6小時，創下台灣電競轉播的最長時間。
- 2010年11月11日：台灣電競聯盟與Blizzard Entertainment簽約，Blizzard旗下遊戲星海爭霸II成為職業與甲組聯賽的正式比賽項目。
- 2011年1月15日：台灣電競聯盟於緯來電視網攝影棚舉行電競三年下半季冠軍賽，由橘子熊以4-1擊敗華義Spider取得下半季冠軍。
- 2011年1月22－23日：台灣電競聯盟於台北大學民生校區主辦冬季Taiwan Open台灣電子競技公開賽，以SF校際盃、SF軍團盃、光速超級盃、TeSL甲組電競聯賽下半季冠軍賽、TeSL職業電競聯賽電競三年總冠軍賽為比賽項目，其中TeSL職業電競聯賽總冠軍賽由橘子熊以4-2擊敗華義Spider，也讓橘子熊奪得隊史首座總冠軍。而轉播時間超過12小時，再度刷新台灣電競轉播紀錄，還出現了跨日轉播的奇景。收視率最高超過0.6，平均值約在0.4~0.5，超過了中華職棒的總冠軍賽。

### 電競四年（2011）
- 2011年2月15日：7-ELEVEN鋼鐵人和桃園噴射機的SF與KR團隊合併，並由樂陞科技接手經營，隊名變更為樂陞鋼鐵人。
- 2011年4月25日：開始甲組電競聯賽第二年賽季。
- 2011年5月6日：與愛爾達電視合作，於每個禮拜五賽事進行網路直播服務，賽事名稱命名為ELTA職業電競聯賽。[3]
- 2011年7月23－24日：台灣電競聯盟於台北大學民生校區主辦Taiwan Open台灣電子競技公開賽，以SF校際盃、光速超級盃、A.V.A戰地之王春季錦標賽、TeSL甲組電競聯賽總冠軍賽、TeSL職業電競聯賽電競四年總冠軍賽為比賽項目，其中TeSL職業電競聯賽電競四年S&K總冠軍賽由樂陞鋼鐵人以4-3擊敗華義Spider，也讓樂陞鋼鐵人奪得隊史首座S&K聯賽總冠軍，SCII總冠軍賽由樂陞鋼鐵人以4-3擊敗曜越太陽神，也讓樂陞鋼鐵人奪得隊史首座SCII聯賽總冠軍，也是聯盟首座SCII聯賽總冠軍。
- 2011年8月1日：在電競四年S&K由樂陞鋼鐵人拿下總冠軍後一週，職業電競聯賽首次選手交易，電競四年總冠軍隊伍樂陞鋼鐵人過半成員遭到強制交易，過程快速且不透明至今尚未公開，加上TeSL台灣電子競技聯盟數次的不實聲明而引起極大風波。

### 電競五年（2011－2012）
- 2011年8月6日：電競五年開幕戰。電競五年開幕戰與電競四年結束日期只相差兩個禮拜，也是聯盟史上休季期間最短的一年。
- 2011年9月16日：與ImTV合作，於每個禮拜五賽事進行網路直播服務，賽事名稱命名為ImTV職業電競聯賽。
- 2012年1月14－15日：台灣電競聯盟於台北大學民生校區主辦冬季Taiwan Open台灣電子競技公開賽冬季總決賽，以SF校際盃、TeSL甲組電競聯賽上半季冠軍賽、TeSL職業電競聯賽電競五年上半季冠軍賽為比賽項目，其中TeSL職業電競聯賽SCII上半季冠軍賽由華義Spider擊敗曜越太陽神奪得電競五年上半季冠軍，S&K上半季冠軍賽由華義Spider擊敗橘子熊奪得上半季冠軍。
- 2012年6月30日－7月1日：台灣電競聯盟於緯來電視網攝影棚舉行電競五年下半季冠軍賽，S&K下半季冠軍賽由華義Spider以4-1擊敗橘子熊取得下半季冠軍，SCII下半季冠軍賽由華義Spider以5-2擊敗橘子熊取得下半季冠軍。
- 2012年7月21－22日：台灣電競聯盟於義守大學主辦Taiwan Open台灣電子競技公開賽，以星海爭霸IIWCS國家盃決賽、星海爭霸IIASiT亞洲盃決賽、TeSL甲組電競聯賽下半季冠軍賽、TeSL職業電競聯賽電競五年總冠軍賽為比賽項目，其中TeSL職業電競聯賽SCII總冠軍賽由橘子熊以5-3擊敗華義Spider，讓橘子熊奪得隊史首座SCII聯賽總冠軍，S&K總冠軍賽由橘子熊以4-0擊敗華義Spider奪得隊史第二座S&K聯賽總冠軍。

### 電競六年（2012－2013）
- 2012年8月1日：樂陞鋼鐵人從樂陞科技改由網銀國際股份有限公司接手，改名為Yoe鋼鐵人。[4]
- 2012年8月16日：聯盟宣布電競六年起S&K聯賽分成兩個獨立聯賽。[5]
- 2012年8月17日：曜越太陽神解散KR團隊，並停止參加KR聯賽。
- 2012年8月27日：台北鷹成軍。
- 2013年1月19－20日：台灣電競聯盟於緯來電視網攝影棚舉行電競六年上半季冠軍賽，KR上半季冠軍賽由橘子熊以直落二擊敗Yoe鋼鐵人取得上半季冠軍，SF上半季冠軍賽由華義Spider擊敗橘子熊取得上半季冠軍，SCII上半季冠軍賽由橘子熊擊敗華義Spider取得電競六年上半季冠軍。
- 2013年2月8日：星海項目在電競六年下半季改為個人賽制，但沒說星海項目變成個人賽制後，上半季的季冠軍和年度總冠軍賽進行方式要如何去解決。[6]
- 2013年2月20日：與台灣競舞娛樂有限公司（Garena）簽約，於電競六年下半季加入英雄聯盟，英雄聯盟成為職業電競聯賽第四個項目。Garena執行長劉佳衢更當場宣布《英雄聯盟》電競三級制正式成形，賽事依序為業餘、國內職業賽（TeSL）和國際職業賽（GPL）三個等級。[7]
- 2013年3月3日：電競六年《英雄聯盟》國內職業聯賽選秀賽季開打，選秀賽季的六支參賽隊伍分別為獵豹隊、防衛者隊、重砲隊、潛艇隊，以及兩支職業戰隊TPS和AHQ。
- 2013年3月5日：聯盟公布SF聯賽第五支新隊伍為電競龍，電競六年下半季開始加入SF聯賽。[8]
- 2013年3月12日：橘子熊在季中選秀中SF項目的excRedLonely選手（本名:彭啟瑋）因為有不當言論，而被橘子熊SF教練龍崎向聯盟提出，最後聯盟查證確有此事裁決該名選手被禁止參加兩年台灣電子競技聯盟主辦之任何賽事。而這是第一例選秀會被選中的選手因有不當言論而被禁賽的首例，也是聯盟第一例有選手被禁賽。[9]
- 2013年3月22日：網路直播部分改與HiNet合作，並在HiChannel上直播。[10]
- 2013年4月15日：《英雄聯盟》國內職業聯賽首次選秀會，由Yoe鋼鐵人、電競龍Pro、橘子熊、華義Spider四隊參與選秀，並與TPS和AHQ參加電競六年《英雄聯盟》國內職業聯賽職業挑戰賽。[11]
- 2013年7月13日：台灣電競聯盟於緯來電視網攝影棚舉行電競六年下半季冠軍賽，KR下半季冠軍賽由華義Spider直落二擊敗Yoe鋼鐵人取得下半季冠軍，SF下半季冠軍賽由華義Spider以2-1擊敗Yoe鋼鐵人取得下半季冠軍。
- 2013年7月27－28日：台灣電競聯盟於國立臺灣體育運動大學主辦Taiwan open台灣電子競技公開賽，以TeSL甲組電競聯賽總冠軍賽、TeSL職業電競聯賽電競六年總冠軍賽為比賽項目，其中TeSL職業電競聯賽KR總冠軍賽由橘子熊以2-1擊敗華義Spider奪得隊史首座KR聯賽總冠軍，SF總冠軍賽由華義Spider以2-1擊敗Yoe鋼鐵人，奪得隊史首座SF聯賽總冠軍。
- 2013年8月13日：Yoe鋼鐵人隊名改為Yoe閃電狼，但隊伍母公司還是網銀國際繼續經營。[12]
- 2013年9月4日：聯盟公布電競六年頒獎典禮在9/8舉行並由緯來育樂台直播外，也同時宣布電競七年起SF KR兩聯賽賽制翻新。其中KR項目繼星海後成為第二個改為個人賽的項目。[13]

### 電競七年（2013－2014）
- 2013年9－10月：TeSL職業電競聯賽英雄聯盟隊伍電競龍Pro、華義Spider陸續釋出選手、解散。隨著橘子熊在英雄聯盟S3世界賽失利之後釋出選手、解散。當初四支選秀隊伍剩下Yoe閃電狼保有英雄聯盟戰隊，並與TPS和AHQ轉往其他職業聯賽（GPL、LNL、LMS）。
  - 英雄聯盟戰隊重啟與TeSL職業電競聯賽無關：樂點熊（2015–2016出賽ECS、LMS）、華義Spider（2016–2017出賽LMS）。
- 2014年8月8－10日：台灣電競聯盟於台北花博爭豔館主辦Taiwan Open台灣電子競技公開賽，以星海爭霸II國際賽、華義嘉年華SF2百萬大賽、笑傲江湖第三屆一解恩仇論劍大會、TeSL職業電競聯賽電競七年總冠軍賽為比賽項目，其中星海爭霸II國際賽由「台灣蟲王」Sen（楊家正）以4-3擊敗韓國選手HyuN（高錫賢）奪得冠軍，而TeSL職業電競聯賽KR總冠軍賽由華義Spider選手Neal（劉昶亨）奪得首座KR個人賽總冠軍，SF總冠軍賽由華義Spider以3-2擊敗曜越太陽神，奪得隊史第二座SF聯賽總冠軍。
- 2014年8月27日：於聯盟總部舉辦的電競七年年度頒獎典禮結束後宣布電競八年將在10月11日開打，並將比賽項目從三項減少為星海爭霸II，SF Online則更改為擂台挑戰賽（職業聯賽+甲組聯賽）。[14]

### 電競八年（2014－2015）
- 2014年10月11日：TeSL職業電競聯賽SCII第七季季賽開打（電競六年SCII聯賽為個人賽賽制第一、第二季；電競七年則為第三至第六季）。
- 2014年12月12日：TeSL職業電競聯賽SCII第八季季賽開打。

### 電競九年（2015－2016）
- 2015年6月18日：聯盟宣布由台灣電子競技聯盟、SF2台灣代理商華義國際數位娛樂股份有限公司主辦的台灣第一次結合屬地主義和主客場制度的精神舉辦的職業電競賽事Special Force II Pro League職業電競聯賽（SF2PL）即將在2015年10月2日至2016年2月期間舉辦，並將與六間網咖業者共同合作，電競九年在六個直轄市台北市、新北市、桃園市、台中市、台南市、高雄市各成立一支地區代表職業隊伍，首季聯賽賽事也將於這六個直轄市巡迴舉行。[15]
- 2015年9月9日：聯盟宣布電競九年Special Force II Pro League職業電競聯賽（SF2PL）的電視轉播權由FOX體育台取得。這是繼電競二年ESPN及衛視體育台（FOX體育台前身）、電競三年至電競八年由緯來轉播後，第二度更換轉播單位。[16]

### 電競十年（2016－2017）
- 2016年9月1日：聯盟發布電競十年新聞稿，TeSL董事長將由新任華義國際數位娛樂董事長徐培菁女士接任。[17]
- 2016年11月7日：聯盟宣佈電競十年產學合作六校聯賽賽事《TeSL校園電競聯賽》開打，比賽項目為絕對武力：全球攻勢 [18]。
- 2017年6月28日：宣布與其他電競相關的遊戲公司如Garena、Riot、Blizzard重新洽談各項合作，並與Garena洽談當紅手遊《傳說對決》校際盃。 [19]。

### LSC英雄聯盟校園聯賽（2018－2023）
- 2018年3月19日：「LSC第一屆英雄聯盟校園聯賽」開打，比賽項目為英雄聯盟。
- 2018年10月15日：「LSC第二屆英雄聯盟校園聯賽」開打，由TeSL主辦。
- 2019年10月21日：「台灣人壽LSC第三屆英雄聯盟校園聯賽」開打，由TeSL主辦。本屆賽事由台灣人壽獨家冠名贊助。
- 2020年11月2日：「第一銀行LSC第四屆英雄聯盟校園聯賽」冬季例行賽開打。本屆賽事由第一銀行獨家冠名贊助。[20]
- 2021年4月19日：「第一銀行LSC第四屆英雄聯盟校園聯賽」夏季例行賽開打。
- 2022年4月25日：「第一銀行LSC第五屆英雄聯盟校園聯賽」夏季例行賽開打。本屆夏季例行賽仍由第一銀行獨家冠名贊助，與賽事指定處理器品牌AMD、電競周邊領導品牌Logitech G贊助支持。[21]
- 2022年11月9日：「LSC第六屆英雄聯盟校園聯賽」冬季例行賽開打，由深耕校園電競多年的TeSL與CTESA主辦，並由教育部體育署與Riot Games共同指導。
- 2023年3月13日：「LSC第六屆英雄聯盟校園聯賽」夏季公開賽開放報名。[22]
- 2023年4月12日，「LSC第六屆英雄聯盟校園聯賽」夏季例行賽開打。[23]
- 2023年9月27日：TeSL公佈因應PCL太平洋挑戰者聯賽（即PCS次級聯賽）啟動，LSC英雄聯盟校園聯賽完成這六年來的階段性任務、正式結束。[24][25]

## TeSL參賽隊伍（已停辦或更改賽制）
| 顏色   | 代表意義         |
| ------ | ---------------- |
| 淺黃色 | 已解散或暫停參賽 |
| 淺藍色 | 曾參賽的隊伍     |
| 綠色   | 現行的隊伍       |

- 電競六年起，SF&KR聯賽拆成SF聯賽和KR聯賽。
- 電競七年起，KR聯賽改為個人賽新賽制。
- 電競六年下半季，SCII聯賽團體賽制改為個人賽新賽制。

| 電競隊伍變遷圖         | 電競隊伍變遷圖         | 電競隊伍變遷圖    | 電競隊伍變遷圖 | 電競隊伍變遷圖 | 電競隊伍變遷圖 | 電競隊伍變遷圖 | 電競隊伍變遷圖 | 電競隊伍變遷圖 | 電競隊伍變遷圖 | 電競隊伍變遷圖 | 電競隊伍變遷圖 | 電競隊伍變遷圖 | 電競隊伍變遷圖 | 電競隊伍變遷圖 |
| ---------------------- | ---------------------- | ----------------- | -------------- | -------------- | -------------- | -------------- | -------------- | -------------- | -------------- | -------------- | -------------- | -------------- | -------------- | -------------- |
| 西元年份               | 西元年份               | 聯賽項目          | 電競狼         | 華義Spider     | 橘子熊         | 閃電狼         | 桃園噴射機     | 曜越太陽神     | 台北鷹         | 電競龍         | 台北首都       | 新北金礦       | 台南鳳凰       | 高雄海洋星     |
| 電競元年 （2008年）    | 電競元年 （2008年）    | SF&KR聯賽         | 電競狼         | 華義Spider     | 橘子熊         | 不適用         | 不適用         | 不適用         | 不適用         | 不適用         | 不適用         | 不適用         | 不適用         | 不適用         |
| 電競二年 （2009年）    | 電競二年 （2009年）    | SF&KR聯賽         | 已解散         | 華義Spider     | 橘子熊         | 7-ELEVEN鋼鐵人 | 戲谷光速       | 不適用         | 不適用         | 不適用         | 不適用         | 不適用         | 不適用         | 不適用         |
| 電競三年 （2010-11年） | 電競三年 （2010-11年） | SF&KR聯賽         | 已解散         | 華義Spider     | 橘子熊         | 7-ELEVEN鋼鐵人 | 桃園噴射機     | 曜越太陽神     | 不適用         | 不適用         | 不適用         | 不適用         | 不適用         | 不適用         |
| 電競四年 （2011年）    | 電競四年 （2011年）    | SF&KR聯賽         | 已解散         | 華義Spider     | 橘子熊         | 樂陞鋼鐵人     | 暫停參賽       | 曜越太陽神     | 不適用         | 不適用         | 不適用         | 不適用         | 不適用         | 不適用         |
| 電競四年 （2011年）    | 電競四年 （2011年）    | SCII聯賽 團體賽制 | 已解散         | 華義Spider     | 橘子熊         | 樂陞鋼鐵人     | 桃園噴射機     | 曜越太陽神     | 不適用         | 不適用         | 不適用         | 不適用         | 不適用         | 不適用         |
| 電競五年 （2011-12年） | 電競五年 （2011-12年） | SF&KR聯賽         | 已解散         | 華義Spider     | 橘子熊         | 樂陞鋼鐵人     | 暫停參賽       | 曜越太陽神     | 不適用         | 不適用         | 不適用         | 不適用         | 不適用         | 不適用         |
| 電競五年 （2011-12年） | 電競五年 （2011-12年） | SCII聯賽 團體賽制 | 已解散         | 華義Spider     | 橘子熊         | 樂陞鋼鐵人     | 暫停參賽       | 曜越太陽神     | 不適用         | 不適用         | 不適用         | 不適用         | 不適用         | 不適用         |
| 電競六年 （2012-13年） | 上半季                 | KR聯賽 團體賽制   | 已解散         | 華義Spider     | 橘子熊         | Yoe鋼鐵人      | 暫停參賽       | 暫停參賽       | 台北鷹         | 不適用         | 不適用         | 不適用         | 不適用         | 不適用         |
| 電競六年 （2012-13年） | 上半季                 | SF聯賽            | 已解散         | 華義Spider     | 橘子熊         | Yoe鋼鐵人      | 暫停參賽       | 曜越太陽神     | 未參賽         | 不適用         | 不適用         | 不適用         | 不適用         | 不適用         |
| 電競六年 （2012-13年） | 上半季                 | SCII聯賽 團體賽制 | 已解散         | 華義Spider     | 橘子熊         | Yoe鋼鐵人      | 暫停參賽       | 曜越太陽神     | 未參賽         | 不適用         | 不適用         | 不適用         | 不適用         | 不適用         |
| 電競六年 （2012-13年） | 下半季                 | KR聯賽 團體賽制   | 已解散         | 華義Spider     | 橘子熊         | Yoe鋼鐵人      | 暫停參賽       | 暫停參賽       | 台北鷹         | 不適用         | 不適用         | 不適用         | 不適用         | 不適用         |
| 電競六年 （2012-13年） | 下半季                 | SF聯賽            | 已解散         | 華義Spider     | 橘子熊         | Yoe鋼鐵人      | 暫停參賽       | 曜越太陽神     | 已解散         | 電競龍         | 不適用         | 不適用         | 不適用         | 不適用         |
| 電競六年 （2012-13年） | 下半季                 | SCII聯賽 個人賽制 | 已解散         | 華義Spider     | 橘子熊         | Yoe鋼鐵人      | 暫停參賽       | 曜越太陽神     | 已解散         | 已解散         | 不適用         | 不適用         | 不適用         | 不適用         |
| 電競七年 （2013-14年） | 上半季                 | KR聯賽 個人賽制   | 已解散         | 華義Spider     | 橘子熊         | Yoe閃電狼      | 暫停參賽       | 暫停參賽       | 已解散         | 已解散         | 不適用         | 不適用         | 不適用         | 不適用         |
| 電競七年 （2013-14年） | 上半季                 | SF聯賽            | 已解散         | 華義Spider     | 橘子熊         | Yoe閃電狼      | 暫停參賽       | 曜越太陽神     | 已解散         | 已解散         | 不適用         | 不適用         | 不適用         | 不適用         |
| 電競七年 （2013-14年） | 上半季                 | SCII聯賽 個人賽制 | 已解散         | 華義Spider     | 橘子熊         | Yoe閃電狼      | 暫停參賽       | 曜越太陽神     | 已解散         | 已解散         | 不適用         | 不適用         | 不適用         | 不適用         |
| 電競七年 （2013-14年） | 下半季                 | KR聯賽 個人賽制   | 已解散         | 華義Spider     | 橘子熊         | Yoe閃電狼      | 暫停參賽       | 暫停參賽       | 已解散         | 已解散         | 不適用         | 不適用         | 不適用         | 不適用         |
| 電競七年 （2013-14年） | 下半季                 | SF聯賽            | 已解散         | 華義Spider     | 橘子熊         | Yoe閃電狼      | 暫停參賽       | 曜越太陽神     | 已解散         | 已解散         | 不適用         | 不適用         | 不適用         | 不適用         |
| 電競七年 （2013-14年） | 下半季                 | SCII聯賽 個人賽制 | 已解散         | 華義Spider     | 暫停參賽       | Yoe閃電狼      | 暫停參賽       | 暫停參賽       | 已解散         | 已解散         | 不適用         | 不適用         | 不適用         | 不適用         |
| 電競八年 （2014-15年） | 上半季                 | SCII聯賽 個人賽制 | 已解散         | 華義Spider     | 已解散         | Yoe閃電狼      | 暫停參賽       | 已解散         | 已解散         | 已解散         | 不適用         | 不適用         | 不適用         | 不適用         |
| 電競九年（2015-16年）  | 電競九年（2015-16年）  | SF2聯賽           | 已解散         | 已解散         | 已解散         | 台中閃電狼     | 桃園噴射機     | 已解散         | 已解散         | 已解散         | 台北首都       | 新北金礦       | 台南鳳凰       | 高雄海洋星     |

## TeSL歷年例行賽排名（已停辦或更改賽制）

#### SF&KR聯賽排名（電競元年–電競五年）
電競六年起拆成SF聯賽和KR聯賽
| 西元年份               | 西元年份            | 歷年SF&KR聯賽例行賽排名 | 歷年SF&KR聯賽例行賽排名 | 歷年SF&KR聯賽例行賽排名 | 歷年SF&KR聯賽例行賽排名 | 歷年SF&KR聯賽例行賽排名 |
| ---------------------- | ------------------- | ----------------------- | ----------------------- | ----------------------- | ----------------------- | ----------------------- |
| 電競元年 （2008年）    | 電競元年 （2008年） | 橘子熊                  | 華義Spider              | 電競狼                  | 不適用                  | 不適用                  |
| 電競二年 （2009年）    | 上半季              | 華義Spider              | 橘子熊                  | 戲谷光速                | 7-ELEVEN鋼鐵人          | 不適用                  |
| 電競二年 （2009年）    | 下半季              | 華義Spider              | 橘子熊                  | 7-ELEVEN鋼鐵人          | 戲谷光速                | 不適用                  |
| 電競二年 （2009年）    | 全年度              | 華義Spider              | 橘子熊                  | 7-ELEVEN鋼鐵人          | 戲谷光速                | 不適用                  |
| 電競三年 （2010-11年） | 上半季              | 橘子熊                  | 華義Spider              | 7-ELEVEN鋼鐵人          | 桃園噴射機              | 曜越太陽神              |
| 電競三年 （2010-11年） | 下半季              | 橘子熊                  | 華義Spider              | 7-ELEVEN鋼鐵人          | 桃園噴射機              | 曜越太陽神              |
| 電競三年 （2010-11年） | 全年度              | 橘子熊                  | 華義Spider              | 7-ELEVEN鋼鐵人          | 桃園噴射機              | 曜越太陽神              |
| 電競四年 （2011年）    | 電競四年 （2011年） | 樂陞鋼鐵人              | 華義Spider              | 橘子熊                  | 曜越太陽神              | 不適用                  |
| 電競五年 （2011-12年） | 上半季              | 華義Spider              | 橘子熊                  | 曜越太陽神              | 樂陞鋼鐵人              | 不適用                  |
| 電競五年 （2011-12年） | 下半季              | 橘子熊                  | 華義Spider              | 樂陞鋼鐵人              | 曜越太陽神              | 不適用                  |
| 電競五年 （2011-12年） | 全年度              | 橘子熊                  | 華義Spider              | 曜越太陽神              | 樂陞鋼鐵人              | 不適用                  |

#### KR聯賽排名 團體賽制（電競六年）
電競七年改為個人賽新賽制
| 西元年份               | 西元年份 | 歷年KR聯賽例行賽排名 | 歷年KR聯賽例行賽排名 | 歷年KR聯賽例行賽排名 | 歷年KR聯賽例行賽排名 |
| ---------------------- | -------- | -------------------- | -------------------- | -------------------- | -------------------- |
| 電競六年 （2012-13年） | 上半季   | 橘子熊               | Yoe鋼鐵人            | 華義Spider           | 台北鷹               |
| 電競六年 （2012-13年） | 下半季   | 華義Spider           | Yoe鋼鐵人            | 橘子熊               | 台北鷹               |
| 電競六年 （2012-13年） | 全年度   | 橘子熊               | 華義Spider           | Yoe鋼鐵人            | 台北鷹               |

#### SF聯賽排名（電競六年–電競七年）
| 西元年份               | 西元年份 | 歷年SF聯賽例行賽排名 | 歷年SF聯賽例行賽排名 | 歷年SF聯賽例行賽排名 | 歷年SF聯賽例行賽排名 | 歷年SF聯賽例行賽排名 |
| ---------------------- | -------- | -------------------- | -------------------- | -------------------- | -------------------- | -------------------- |
| 電競六年 （2012-13年） | 上半季   | 橘子熊               | 華義Spider           | Yoe鋼鐵人            | 曜越太陽神           | 不適用               |
| 電競六年 （2012-13年） | 下半季   | 華義Spider           | Yoe鋼鐵人            | 曜越太陽神           | 橘子熊               | 電競龍               |
| 電競六年 （2012-13年） | 全年度   | 華義Spider           | 橘子熊               | Yoe鋼鐵人            | 曜越太陽神           | 電競龍               |

#### SCII聯賽排名 團體賽制（電競四年–電競六年上半季）
電競六年下半季改為個人賽新賽制
| 西元年份               | 西元年份            | 歷年SCII聯賽例行賽排名 | 歷年SCII聯賽例行賽排名 | 歷年SCII聯賽例行賽排名 | 歷年SCII聯賽例行賽排名 | 歷年SCII聯賽例行賽排名 |
| ---------------------- | ------------------- | ---------------------- | ---------------------- | ---------------------- | ---------------------- | ---------------------- |
| 電競四年 （2011年）    | 電競四年 （2011年） | 曜越太陽神             | 樂陞鋼鐵人             | 桃園噴射機             | 華義Spider             | 橘子熊                 |
| 電競五年 （2011-12年） | 上半季              | 華義Spider             | 曜越太陽神             | 橘子熊                 | 樂陞鋼鐵人             | 不適用                 |
| 電競五年 （2011-12年） | 下半季              | 橘子熊                 | 華義Spider             | 樂陞鋼鐵人             | 曜越太陽神             | 不適用                 |
| 電競五年 （2011-12年） | 全年度              | 橘子熊                 | 華義Spider             | 曜越太陽神             | 樂陞鋼鐵人             | 不適用                 |
| 電競六年 （2012-13年） | 上半季              | 橘子熊                 | 華義Spider             | 曜越太陽神             | Yoe鋼鐵人              | 不適用                 |

## TeSL歷年總冠軍（已停辦或更改賽制）

#### S&K聯賽
| 年度     | 賽事期間            | 冠軍隊伍   | 備註                                                  |
| 電競元年 | 2008年              | 華義Spider |                                                       |
| 電競二年 | 2009年              | 華義Spider |                                                       |
| 電競三年 | 2010年3月~2011年1月 | 橘子熊     |                                                       |
| 電競四年 | 2011年3月~7月       | 樂陞鋼鐵人 |                                                       |
| 電競五年 | 2011年8月~2012年7月 | 橘子熊     | 該季為S&K聯賽的最後一季，電競六年起拆成兩個獨立聯賽。 |

#### KR聯賽（團體賽制）
| 年度     | 賽事期間            | 冠軍隊伍 | 備註                 |
| 電競六年 | 2012年9月~2013年7月 | 橘子熊   | 電競七年改為個人賽制 |

#### KR聯賽（個人賽制）
| 年度     | 賽事期間            | 冠軍選手 | 代表隊伍   | 備註 |
| 電競七年 | 2013年9月~2014年8月 | Neal     | 華義Spider |      |

#### SF聯賽
| 年度     | 賽事期間            | 冠軍隊伍   | 備註 |
| 電競六年 | 2012年9月~2013年7月 | 華義Spider |      |
| 電競七年 | 2013年9月~2014年8月 | 華義Spider |      |

#### SCII聯賽（個人賽制）
| 年度           | 賽事期間              | 個人賽制季別 | 冠軍選手 | 種族    | 代表隊伍   | 備註                                   |
| 電競六年下半季 | 2013年3月~2013年5月   | 第一季       | Sen      | 蟲族(Z) | 橘子熊     |                                        |
| 電競六年下半季 | 2013年6月~2013年7月   | 第二季       | San      | 神族(P) | AZUBU      | 第一個外籍選手拿下星海聯賽個人賽制冠軍 |
| 電競七年上半季 | 2013年9月~2013年11月  | 第三季       | Sen      | 蟲族(Z) | 橘子熊     |                                        |
| 電競七年上半季 | 2013年11月~2014年1月  | 第四季       | San      | 神族(P) | Yoe閃電狼  |                                        |
| 電競七年下半季 | 2014年3月~2014年5月   | 第五季       | San      | 神族(P) | Yoe閃電狼  |                                        |
| 電競七年下半季 | 2014年5月~2014年7月   | 第六季       | Daisy    | 神族(P) | 華義Spider |                                        |
| 電競八年上半季 | 2014年10月~2014年12月 | 第七季       | Ruin     | 神族(P) | 華義Spider |                                        |
| 電競八年上半季 | 2014年12月~2015年2月  | 第八季       | Ruin     | 神族(P) | 華義Spider |                                        |

#### SCII聯賽（團體賽制）
| 年度           | 賽事期間            | 冠軍隊伍   | 備註 |
| 電競四年       | 2011年3月~7月       | 樂陞鋼鐵人 | |
| 電競五年       | 2011年8月~2012年7月 | 橘子熊     | |
| 電競六年上半季 | 2012年9月~2013年1月 | 橘子熊     | 2012-13年SCII聯賽下半季改成個人賽的新賽制，因此上半季拿下季冠軍的橘子熊成為末代SCII聯賽團體賽賽制的總冠軍。 |

#### SF2職業聯賽
- 備註：○代表勝場，●代表敗場。

| 年度     | 賽季   | 冠軍隊伍 | 教練          | 總比分 | 勝敗表 | 亞軍隊伍   | 教練        |
| 電競九年 | 第一季 | 新北金礦 | 劉晏瑞(Nitor) | 4勝1敗 | ○○●○○  | 台南鳳凰   | 黃柏勳(31)  |
| 電競九年 | 第二季 | 台北首都 | 莊 琪(Cratos) | 4勝1敗 | ○○○●○  | 高雄海洋星 | 陳嘉亨(ELE) |

## 主題曲
- 電競元年：郭書瑤 - Di Di Da
- 電競二年：COLOR - 大暴走
- 電競三年：張心傑 - 曙光
- 電競四年：張心傑 - 繼續奔跑
- 電競五年：方宥心 - My Perfect Day
- 電競六年：關詩敏 - 天氣預報&關在家、林俊逸 - 讓世界都聽見
- 電競七年：梁一貞 - 燙
- 電競八年：待查
- 電競九年：施文彬 - 把世界撂倒（只使用SF2職業聯賽）

## 外部連結
- 官方网站